# Alfriston
Alfriston – wieś w Anglii, w hrabstwie East Sussex, w dystrykcie Wealden. Leży 80 km na południe od Londynu. W 2001 miejscowość liczyła 774 mieszkańców.